# 澳門特別行政區行政會
澳門特別行政區行政會（葡萄牙語：Conselho Executivo，简称），是協助澳門特別行政區行政長官決策的機構，由行政長官主持及任免成員，現為第五屆，由十一位成員組成。

## 歷史
行政會前身為澳葡時期後期建立的諮詢會；《澳門組織章程》第二章第四節規定，澳門總督於作重要決策前須聽取諮詢會意見。諮詢會由選任委員、任命委員各五名組成；其中選任委員由市政廳在其有關市政議會成員中選出二人，由當地社會利益代表選出三人；任命委員由總督在當地社會上被公認為有功績及聲譽的市民中任命。諮詢會委員任期為四年。華人自第一屆諮詢會起就有代表出任委員，此後在諮詢會中的比例逐屆增大，逐漸佔多數。
1999年7月3日，全國人民代表大會澳門特別行政區籌備委員會在第九次全體會議上通過《關於澳門特別行政區第一任行政長官在1999年12月19日前開展工作的決定》，授權澳門特別行政區第一任行政長官委任行政會委員。
9月25日，候任行政長官何厚鏵委任10名行政會委員，完成行政會組建。
澳門特別行政區正式成立前，行政會主要工作是討論行政長官提出的特區成立時必備法律，然後將其提交澳門立法會審議通過。
11月3日，由何厚鏵主持，候任行政會在行政長官臨時辦公大樓（大豐銀行總行大廈）舉行首次全體會議，通過《行政會委員通則》及《行政會章程》，並決定以後行政會每周三舉行一次會議，討論有關事宜，若有需要將隨時增加會議次數。
11月10日，行政會舉行第二次會議。會議結束後，何厚鏵宣佈決定唐志堅任行政會發言人、何永安任行政會秘書長，領導行政會秘書處工作。
12月20日澳門回歸，中華人民共和國澳門特別行政區成立暨特別行政區政府宣誓就職儀式在澳門綜藝館舉行，由行政長官何厚鏵監誓，行政會委員唐志堅領誓，第一屆行政會10名委員宣誓就職。咨詢會不復存在。隨後，由何厚鏵主持，行政會舉行回歸后首次會議。

## 職能
行政長官在作出下述行為前須徵詢行政會意見，但人事任免、紀律制裁和緊急情況下採取的措施除外：
- 作出重要決策
- 向立法會提交法案
- 制定行政法規
- 解散立法會

行政長官如不採納行政會多數委員的意見，應將具體理由記錄在案。

## 組成
行政會委員由澳門永久性居民中的中國公民擔任，人數為七至十一人，由行政長官從政府主要官員、立法會議員和社會人士中委任，其任免由行政長官決定。行政會委員的任期為五年，但不超過委任他的行政長官的任期。從政府主要官員及立法會議員中委任的行政會委員的任期，與其本身的任期相同。在新的行政長官就任前，原行政會委員暫時留任。
行政會委員中的主要官員每次開會收取相當於澳門公共行政薪俸表一百點的20%的出席費，行政會其他委員每月收取相當於行政長官薪俸的30%的報酬。
行政會秘書處（葡萄牙語：Secretaria do Conselho Executivo）直屬於行政長官，負責向行政會提供技術及行政輔助。行政會秘書處由一名秘書長統籌，當秘書長不在或因故不能視事時由行政長官指定的工作人員代替。秘書處設有附屬單位「法律及行政輔助廳」，其下又設有附屬單位「法律及技術輔助處」和「行政、財政及資訊處」。行政長官負責秘書處人員的聘用。秘書處人員對執行職務時知悉的行政會會議討論事項負有保密義務。
行政會秘書長的薪俸等於為澳門公共行政領導職位而定的最高薪俸點數，兼任者每月可收取該薪俸點60%的報酬。

## 運作
行政會會議每月至少舉行一次。
行政會會議由行政長官召集和主持，行政長官臨時不能主持行政會會議時，可委托一名行政會委員臨時主持會議。行政會有過半數行政會委員出席時，方能舉行會議。
行政會會議以不公開形式舉行，會議內討論的事宜具有機密性，但行政長官另有相反決定時除外。
行政長官認為必要時可邀請有關人士列席行政會會議。行政長官特邀列席人士有權收取依法訂定的出席費。

## 發言人
行政會發言人由行政長官以批示從行政會委員中委任，其主要職務是以舉行新聞發佈會及以新聞稿等形式，向社會公佈行政會須發佈的事宜。行政會發言人收取相當於行政會委員報酬百分之二十五的附加報酬。

## 合作
如應行政會要求，各公共部門及實體須提供協助，尤其是提供相關資料或文件。

## 歷届行政會組成

### 第一屆
委員：陳麗敏、譚伯源、張國華、崔世安、歐文龍、吳榮恪、唐志堅、梁慶庭、廖澤雲、馬有禮
- 行政會主席：何厚鏵
- 行政會發言人：唐志堅

### 第二屆
委員：陳麗敏、唐志堅、梁慶庭、廖澤雲、馬有禮、賀一誠 （至2009年10月20日）、歐安利、鄭志強、林香生、梁維特
- 行政會主席：何厚鏵
- 行政會發言人：唐志堅
- 行政會秘書長：何永安（2003年2月19日起）[25]

### 第三屆
委員：陳麗敏、梁慶庭、廖澤雲、馬有禮、歐安利、鄭志強、梁維特、陳明金、何雪卿、黃如楷、林金城（2013年10月31日起）
- 行政會主席：崔世安
- 行政會發言人：梁慶庭（2011年8月9日起）[28]
- 行政會秘書長：柯嵐[29]

### 第四屆
委員：陳海帆、梁慶庭、廖澤雲、馬有禮、歐安利、鄭志強、陳明金、何雪卿、黃如楷、林金城、陳澤武
- 行政會主席：崔世安
- 行政會發言人：梁慶庭[31]
- 行政會秘書長：柯嵐[32]

### 第五屆
委員：張永春、歐安利、林金城、陳澤武、馬志毅、李從正、陳家良、邱庭彪、楊道匡、張宗真、周永豪
- 行政會主席：賀一誠
- 行政會發言人：張永春[35]
- 行政會秘書長：許麗芳[36]

### 第六屆
委員：張永春、歐安利、陳澤武、馬志毅、陳家良、葉兆佳、劉藝良、梁偉峰、宋碧琪、唐繼宗、余成斌
- 行政會主席：岑浩辉
- 行政會發言人：張永春
- 秘書長：陳格

## 外部連結
- 行政會 - 澳門特別行政區政府入口網站
- 現屆行政長官及行政會委員
- 行政會秘書處
- 行政會秘書處 - 澳門特別行政區政府入口網站